# Batekh
Batekh (en rus: Батех) és un poble de Kabardino-Balkària, a Rússia, que en el cens del 2010 tenia 1.274 habitants. Pertany al districte rural de Zalukókoaje.